# 17才夏。
『17才夏。』（じゅうななさい・なつ。）は2003年7月5日から9月20日にかけて、朝日放送（ABCテレビ）にて放送（土曜日24時30分～25時）された深夜テレビドラマである。オムニバス形式で10話を放送。
テレビ朝日では火曜26時12分～26時42分に放送されていた。

## 放送リスト
※日付はABCでの初回放送日。

### 第1話「初めての体験」
- 放送日：2003年7月5日
- 主演：藤本綾
- 共演：大島由香里、武輪晃佑、六車奈々、津本里奈、谷薫、柏本直子
- 脚本：平林幸恵、監督：谷村政樹

### 第2話「初キッス!」
- 放送日：2003年7月12日
- 主演：堀朱里
- 共演：片瀬桃花、中野友貴、辻内将人、内山絢貴、藤田晶奈
- 脚本：内野彰子、監督：古賀敏仁

### 第3話「ひざ!」
- 放送日：2003年8月2日
- 主演：丸居沙矢香
- 共演：唐渡亮、菅原さくら、大蔵淳子、川原由樹
- 脚本：永富義人、監督：内片輝

### 第4話「激しい恋にあこがれて」
- 放送日：2003年8月9日
- 主演：朝比奈えり
- 共演：青山実佳、尾上寛之、中尾一貴、大久保麻梨子
- 脚本：平岡由里子、監督：都築一興

### 第5話「屋上ガールズ」
- 放送日：2003年8月16日
- 主演：相武紗季
- 共演：岸田奈緒美、永原亨、炭釜基孝、菊池聡
- 脚本：赤松義正、監督：谷村政樹

### 第6話「大事な手紙」
- 放送日：2003年8月23日
- 主演：桜木睦子
- 共演：渋谷天外、奥野ミカ、吉田勝浩
- 脚本：永富義人、監督：内片輝

### 第7話「ファッションホテル」
- 放送日：2003年8月30日
- 主演：秋山莉奈
- 共演：大西麻恵、高平万希枝、芦屋小雁（特別出演）、蟷螂襲
- 脚本：立見千香、監督：皆元洋之助

### 第8話「先生、私を抱いて」
- 放送日：2003年9月6日
- 主演：山内明日
- 共演：稲健二、ウォーターハウス美希、ウォーターハウス亜耶、出口結美子
- 脚本：山田珠美、監督：内片輝

### 第9話「カリスマモデルになる!」
- 放送日：2003年9月13日
- 主演：柳沢なな
- 共演：あだち理絵子、早乙女未来、戸田克樹、藤本恵理子、井之上チャル
- 脚本：山田珠美、監督：内片輝

### 第10話（最終話）「グッバイサマー」
- 放送日：2003年9月20日
- 主演：瀬戸早妃
- 共演：白川裕二郎、田川惠理、立川貴博、保田美帆、島田りさ、柏本直子、田中良子、堀朱里（友情出演）、丸居沙矢香（友情出演）、朝比奈えり（友情出演）、相武紗季（友情出演）
- 脚本：永富義人、監督：谷村政樹

## スタッフ
- プロデューサー：東浦隆夫、福永善夫、奈良井正巳
- 美術プロデューサー：口井雅弘
- 制作主任：永富義人
- 制作進行：楠見彰久
- 記録：坂井清子
- 宣伝：美根耕二
- ホームページ：千代隆
- 庶務：服部八壽子
- 美術協力：つむら工芸、百花園、高津商会、アビリティー、京阪商会、ビーム、東京衣装、ジー・マックス
- 製作著作：ABC

## 放送局
朝日放送とテレビ朝日以外の放送局は以下の通りである。
- 青森朝日放送:毎週水曜日 24:46～
- 山形テレビ:毎週水曜日 24:46～
- 福島放送:毎週木曜日 24:50～
- 新潟テレビ21:毎週月曜日 25:01～